# Chabab Rif Al Hoceima
Pour les articles homonymes, voir CRA.
Maillots
Le Chabab Rif Al Hoceïma (CRA) est un club de football marocain fondé par Mimoun El Arssi[réf. nécessaire] évoluant en première division du championnat du Maroc de football au cours des saisons saison 2010-2011 à saison 2018-2019. À l'issue de cette dernière, le club est relégué en seconde division. En mars 2020, quand le championnat est interrompu en raison de la pandémie de Covid-19, le CRA est classé dernier du championnat D2.
Le club est basé à Al Hoceïma.

## Histoire
En 2007, le Chabab Rif Al Hoceima a été promu en GNF 2 pour la troisième fois de son histoire. Trois ans plus tard, en 2010, l'équipe a été promue, pour la première fois de son histoire, en Botola Pro, la plus haute division du football professionnel marocain (anciennement GNF 1). Le club est resté dans cette division jusqu'en 2019, date à laquelle il a été rétrogradé en Ligue amateur.
Jusqu'en 2023, le Chabab Rif Al Hoceima a disputé ses matchs au Stade Mimoun Al Arsi, d'une capacité de 12 000 places. En 2023, le club déménagera dans le tout nouveau Grand Stade d'Al Hoceima, d'une capacité de 35 000 places, soit environ le triple de l'ancien stade.

## Palmarès
Palmarès de l'équipe d'espoir
| Compétitions nationales                   |
| - Challenge Espoir (1) - Vainqueur : 2012 |

## Entraîneurs
- 1997-1998:  Abdelkader Sennour[2]

- janv. 2017-juin 2017 :  Youssef Fertout